# Корона Кіані

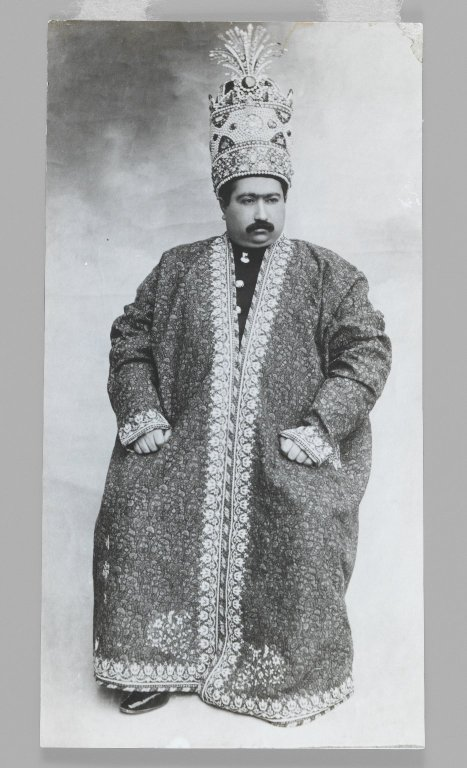
Мохаммад Алі-шах в короні Кіані. Одна з 274 старих фотографій. Бруклінський музей

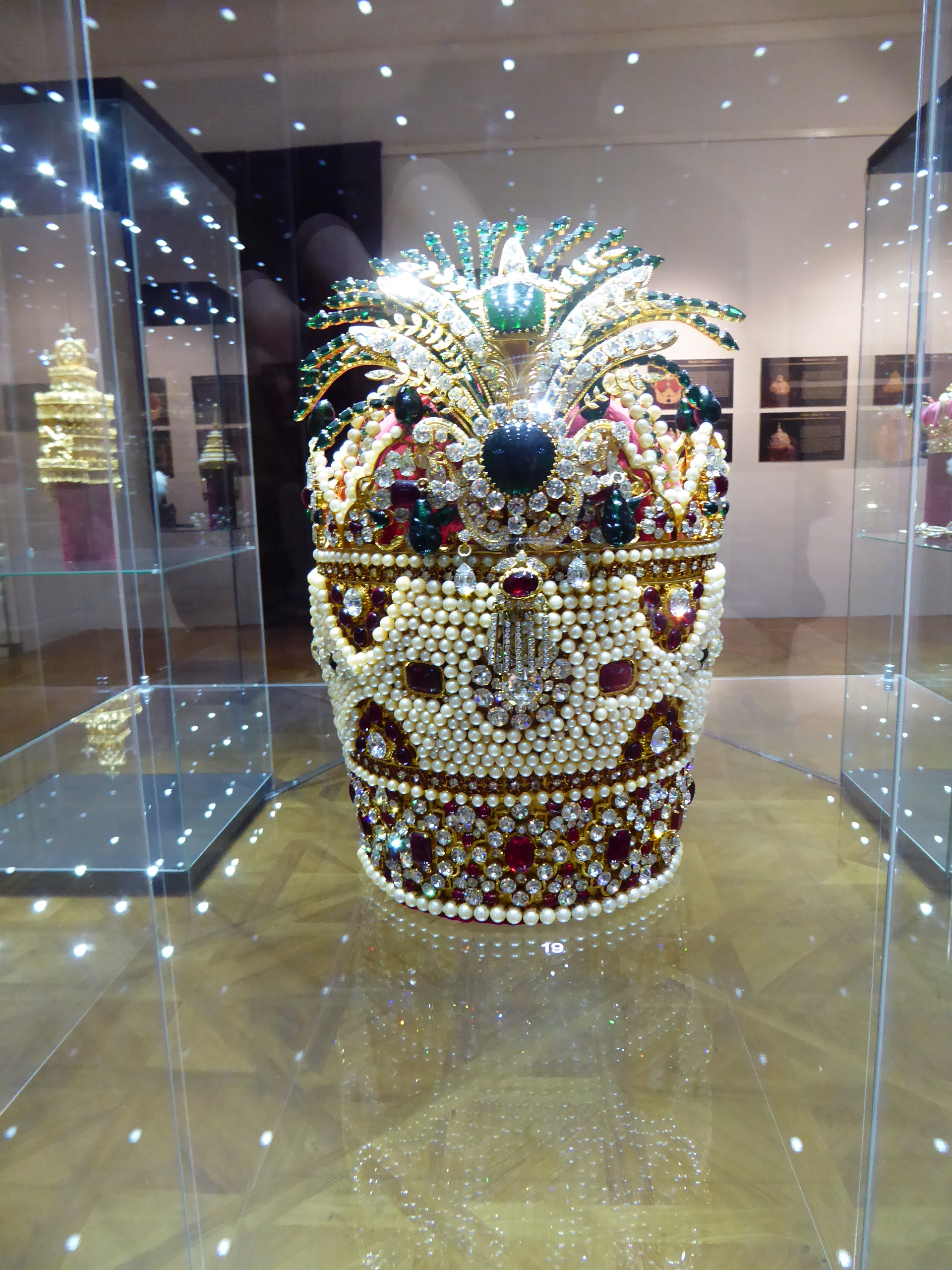
Репліка корони Кіані на виставці в Чехії

Корона Кіані (перс. تاج کیانی — «шахська») - корона, що використовувалася правителями династії Каджарів. Була зроблена в 1796 за указом  Фетх-Алі-шаха і використовувалася вже шахами наступних поколінь.

## Історія
Зі зникненням Сасанідів, іранські шахи не використали корону такої форми. Корона в той період нагадувала егретку.
Для виготовлення цієї корони використовувалися золото і срібло, а також алмази, смарагди, рубіни і перли .
В даний час корона Кіані зберігається в  Національної скарбниці Центрального Банку Ірану.
За винятком Мохаммед-шах Каджара, всі каджарські шахи носили цю корону.
Реза Пехлеві не хотів її використовувати, тому він наказав групі іранських ювелірів під контролем ювеліра з Кавказу Серадж ад-Діна Джавахері створити для нього нову корону.

## Особливості зовнішнього вигляду корони
Цікавим є те, що корона стала першою, створеною після завершення епохи Сасанідської імперії в стилі тієї імперії. Корони сасанідських падишахів, в залежності від їх забаганок, мали різну вагу та форму. Деякі з цих корон були настільки важкі, що їх на тонкому ланцюжку підвішували до стелі, щоб вона не сильно тиснула на голову падишаха.
Серед особливостей подібних корон того періоду можна виділити зубці на її поверхні, що вважалося релігійним і національним знаком і ознакою давніх богів. Фактично, використання цих зубців служило для демонстрації зв'язку шаха з вищим світом. Ці ж зубці можна ясно бачити і на короні Кіані. Іншою особливістю сасанідських корон була наявність прикраси, що імітує сонячні промені в передній частині корони, що також добре видно на короні. Ці промені символізує сонце. Оскільки в Стародавньому Ірані сонце служило знаком благодаті та богів, використання цієї прикраси показувало отримання правителями узаконення з боку богів .

## Див. Також
- Регалії монархів Ірану